# 蜊门港大桥
蜊门港大桥是浙江省宁波市象山县的一座跨海大桥，跨越蜊门港，连接南田岛及高塘岛，为预应力组合桁架单拱桥，全长220米，宽10米，主跨150米，于1994年6月8日开工，1995年7月21日合龙，1995年9月18日竣工:1390，1996年8月2日通车:237，是中国大陆首座海上拱桥。